# Herb gminy Adamów (powiat łukowski)
Herb gminy Adamów – jeden z symboli gminy Adamów, ustanowiony 4 marca 2013.

## Wygląd i symbolika
Herb przedstawia na tarczy w polu złotym niedźwiedzia czarnego. Jest to uszczerbione godło herbu Rawicz założycieli miasta, Adama i Hieronima Rusieckich.

## Historia

Herb we wcześniejszym opracowaniu graficznym

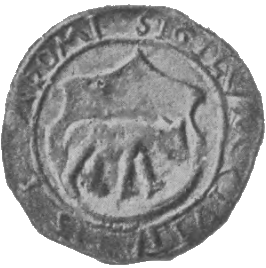
Odcisk pieczęci Adamowa na dokumencie z 1565 r.

Herb wzorowany jest na dawniejszym herbie miasta Adamowa, znanym z pieczęci przyłożonej na dokumentach z 1565 roku (tam jednak niedźwiedź zwrócony był w heraldyczną lewą stronę). Obecnie opracowanie graficzne zostało przyjęte Uchwałą Nr XXII/144/13 Rady Gminy Adamów z dnia 4 marca 2013 i zastąpiło używane od lat 90, w którym niedźwiedź był kroczący i zwrócony w lewo. Wersja ta była kopią cyfrową przedstawienia z publikacji Miasta polskie w tysiącleciu.